# 1983 aux Territoires du Nord-Ouest
Chronologie des Territoires du Nord-Ouest
- 1980
- 1981
- 1982
- 1983
- 1984
- 1985
- 1986
- 1987
- 1988

Cette page concerne les événements survenus en 1984 dans le territoire canadien des Territoires du Nord-Ouest.

## Politique
- Premier ministre : George Braden
- Commissaire :
- Législature :

## Événements
- 21 novembre : élection générale dans les Territoires du Nord-Ouest.